# كريستوف غانز
كريستوف غانز (بالفرنسية: Christophe Gans)‏ هو كاتب سيناريو ومنتج أفلام وناقد سينمائي ومخرج فرنسي، ولد في 11 مارس 1960 في أنتيب في فرنسا.

## وصلات خارجية
- كريستوف غانز على موقع IMDb (الإنجليزية)
- كريستوف غانز على موقع ميتاكريتيك (الإنجليزية)
- كريستوف غانز على موقع روتن توميتوز (الإنجليزية)
- كريستوف غانز على موقع ألو سيني (الفرنسية)
- كريستوف غانز على موقع أول موفي (الإنجليزية)
- كريستوف غانز على موقع بوكس أوفيس موجو (الإنجليزية)
- كريستوف غانز على موقع قاعدة بيانات الأفلام السويدية (السويدية)
- كريستوف غانز على موقع ديسكوغز (الإنجليزية)
- كريستوف غانز على موقع قاعدة بيانات الفيلم (الإنجليزية)
- كريستوف غانز على موقع كينوبويسك (الروسية)